# Šodolovci
Šodolovci es un municipio de Croacia en el condado de Osijek-Baranya.

## Geografía
Se encuentra a una altitud de 86 m s. n. m. a 258 km de la capital nacional, Zagreb.

## Demografía
En el censo 2011 el total de población del municipio fue de 1 653 habitantes, distribuidos en las siguientes localidades:
- Ada - 200
- Koprivna - 113
- Palača - 241
- Paulin Dvor - 76
- Petrova Slatina - 209
- Silaš - 476
- Šodolovci - 388

| Gráfica de población de Šodolovci 1857-2011                         |
|                                                                     |
| Según los censos de población de la oficina estadística de Croacia. |